# Xốt béchamel
Xốt béchamel (tiếng Pháp: [beʃamɛl]), còn được gọi là xốt trắng, được làm từ bột trắng (bơ và bột mì) và sữa. Mặc dù nó lần đầu tiên xuất hiện trong các cuốn sách nấu nướng của Ý (là một trong những loại nước sốt đơn giản nhất của ẩm thực Ý), ngày nay nó được xem là một trong những loại nước sốt mẹ của các món ăn Pháp. Nó được sử dụng làm cơ sở cho các loại nước sốt khác (như nước sốt Mornay, tức Béchamel với phô mai).